# Distretto urbano di Songea
Il distretto urbano di Songea è un distretto della Tanzania situato nella regione del Ruvuma. È suddiviso in 21 circoscrizioni (wards) e conta una popolazione di 203 309 abitanti (censimento 2012). 
Elenco delle circoscrizioni:
- Mjini
- Majengo
- Misufini
- Mfaranyaki
- Lizaboni
- Matarawe
- Bombambili
- Matogoro
- Ruvuma
- Subira
- Ruhuwiko
- Mshangano
- Mletele
- SeedFarm
- Tanga
- Msamala
- Lilambo
- Mwengemshindo
- Mjimwema
- Mateka
- Ndilimalitembo